# مارتینا تره
مارتینا تره (اسپانیایی: Martina Terré‎؛ زادهٔ ۲۸ اوت ۲۰۰۲) بازیکن زن واترپلو اهل اسپانیا است.
وی در مسابقات کشوری و بین‌المللی در مجموع برندهٔ ۱ مدال طلا شده است.